# Eurycea
Eurycea es un género de anfibios caudados de la familia Plethodontidae. Lo forman una serie de salamandras nativas de Norteamérica.

## Especies
Según ASW:
- Eurycea arenicola Stuart, Beamer, Farrington, Beane, Chek, Pusser, Som, Stephan, Sever y Braswell, 2020
- Eurycea aquatica Rose & Bush, 1963.
- Eurycea bislineata (Green, 1818).
- Eurycea chamberlaini Harrison & Guttman, 2003.
- Eurycea chisholmensis Chippindale, Price, Wiens & Hillis, 2000.
- Eurycea cirrigera (Green, 1831).
- Eurycea guttolineata Holbrook, 1838.
- Eurycea junaluska Sever, Dundee & Sullivan, 1976.
- Eurycea latitans Smith & Potter, 1946.
- Eurycea longicauda (Green, 1818). photo
- Eurycea lucifuga Rafinesque, 1822.
- Eurycea multiplicata (Cope, 1869).
- Eurycea nana Bishop, 1941.
- Eurycea naufragia Chippindale, Price, Wiens & Hillis, 2000.
- Eurycea neotenes Bishop & Wright, 1937.
- Eurycea pterophila Burger, Smith & Potter, 1950.
- Eurycea quadridigitata (Holbrook, 1842).
- Eurycea rathbuni (Stejneger, 1896).
- Eurycea robusta (Longley, 1978).
- Eurycea sosorum Chippindale, Price & Hillis, 1993.
- Eurycea spelaea (Stejneger, 1892).
- Eurycea subfluvicola[1] Steffen, Irwin, Blair & Bonett, 2014
- Eurycea tonkawae Chippindale, Price, Wiens & Hillis, 2000.
- Eurycea tridentifera Mitchell & Reddell, 1965.
- Eurycea troglodytes Baker, 1957.
- Eurycea tynerensis Moore & Hughes, 1939.
- Eurycea wallacei (Carr, 1939)
- Eurycea waterlooensis Hillis, Chamberlain, Wilcox & Chippindale, 2001.
- Eurycea wilderae Dunn, 1920.